# Leonardo Tola
Leonardo Tola (1449 – Ozieri, 1503) è stato un condottiero italiano, al servizio della corona d'Aragona (dopo la fusione con la Castiglia diventerà regno di Spagna) che allora controllava il regno di Sardegna.

## Biografia
Partecipò a molte guerre combattute dagli spagnoli in mezza Europa. Nel 1470 condivise la lotta intrapresa dal marchese di Oristano, Leonardo Alagon, di affrancamento dal dominio iberico dell'isola.
Nel 1478 l'avventura dell'Alagon ebbe il suo tragico epilogo con la battaglia di Macomer. Per alcuni anni il Tola pagò le conseguenze della sua lealtà all'Alagon, ma infine venne riabilitato dai governanti iberici e riammesso nelle file dell'esercito.
Nel 1490 Leonardo Tola è podestà della città di Sassari. Nel 1492 partecipa all'assedio di Granada, l'ultima roccaforte araba nella penisola iberica. In virtù del suo eroico comportamento in battaglia il re Ferdinando il Cattolico in persona gli conferisce il titolo di Cavaliere, con trasmissibilità agli eredi. Muore a Ozieri nel 1503, lasciando un testamento che beneficiava tutte le chiese cittadine.